# Serge Müller
Serge Noah Müller (* 18. September 2000 in Zürich) ist ein Schweizer Fussballspieler.

## Karriere

### Vereine
Müller durchlief die Juniorenstationen bei den Grasshoppers Zürich und wechselte 2019 zum FC Schaffhausen. Dort lief er in vier Jahren in 133 Challenge-League-Spielen auf. Beim FCS war er zudem Mannschaftscaptain. Zur Saison 2023/24 schloss er sich dem SC Freiburg II an, wo er bereits am ersten Spieltag, bei einem 1:1 gegen den MSV Duisburg, im deutschen Profifussball debütierte. Am 22. Juni 2024 gab der FC Aarau seine Verpflichtung bekannt. Dort entwickelte er sich bereits in seiner ersten Saison zu einem wichtigen Teil der Mannschaft und absolvierte bis auf ein Spiel jedes Ligaspiel über die volle Spielzeit; am Ende der Saison wurde er zum «Best Player 2024/25» gewählt.

### Nationalmannschaften
Müller durchlief seit der U17 die Juniorenstationen der Schweiz. Bei der U21-EM 2023 in Georgien und Rumänien wurde er in einer Vorrundenpartie eingesetzt.